# Энсиэли
Энсиэ́ли (якут. Эҥсиэли хочото) — долина в пределах Центрально-Якутской равнины, на левом берегу реки Лена . Одна из долин в центральной части Республики Саха (Якутия), наряду с Туймаадой и Эркээни.
Находится в центральной Якутии по левому берегу реки Лены, к северу от Туймаады. Административно относится к Намскому улусу (району). Важный сельскохозяйственный центр.
Из трёх перечисленных, Энсиэли является самой большой по площади долиной. В неё не входят заречные наслега Арбын, Кобокон и 2-й Хомустах.
По преданиям, здесь образовался Намский улус от потомков Омогой Бая.
Есть мнение, что предки намцев носили родовое имя Энсиэли — от имени женщины Енгасали, прародительницы рода Омогой Бая. Э.К. Пекарский писал: «Энсии — прибой воды, плескание жидкости о что-либо». Аффикс-ли монгольского происхождения. На монгольском означает предмет, на который направлено действие. А на бурятском образует лично-собственные имена от существительных и глаголов. Река Лена плескала свои воды о крутой берег долины, и эту долину назвали Энсиэли.